# Scalibregmatidae
Scalibregmatidae zijn een familie van borstelwormen (Polychaeta).

## Geslachten
De volgende geslachten zijn bij de familie ingedeeld:
- Asclerocheilus Ashworth, 1901
- Axiokebuita Pocklington & Fournier, 1987
- Hyboscolex Schmarda, 1861
- Lipobranchius Cunningham & Ramage, 1888
- Mucibregma Fauchald & Hancock, 1981
- Oligobregma Kudenov & Blake, 1978
- Parasclerocheilus Fauvel, 1928
- Polyphysia Quatrefages, 1866
- Proscalibregma Hartman, 1967
- Pseudoscalibregma Ashworth, 1901
- Scalibregma Rathke, 1843
- Scalibregmella Hartman & Fauchald, 1971
- Scalibregmides Hartmann-Schröder, 1965
- Sclerobregma Hartman, 1965
- Sclerocheilus Grube, 1863
- Speleobregma Bertelsen, 1986

### Nomen dubium
- Neolipobranchius Hartman & Fauchald, 1971

### Synoniemen
- Ascleriocheilus => Asclerocheilus Ashworth, 1901
- Cryptosclerocheilus Blake, 1972 => Polyphysia Quatrefages, 1866
- Dindymene Kinberg, 1866 => Travisia Johnston, 1840
- Eumenia Örsted, 1843 => Polyphysia Quatrefages, 1866
- Eumeniopsis Sars in Bidenkap, 1895 => Polyphysia Quatrefages, 1866
- Eusclerocheilus Hartman, 1967 => Pseudoscalibregma Ashworth, 1901
- Gwasitoa Chamberlin, 1919 => Asclerocheilus Ashworth, 1901
- Kebuita Chamberlin, 1919 => Asclerocheilus Ashworth, 1901
- Kesun Chamberlin, 1919 => Travisia Johnston, 1840
- Lipobranchus [auct.] => Lipobranchius Cunningham & Ramage, 1888
- Oligobranchus M. Sars, 1846 => Scalibregma Rathke, 1843
- Oncoscolex Schmarda, 1861 => Hyboscolex Schmarda, 1861
- Poylphysia => Polyphysia Quatrefages, 1866
- Scalispinigera Hartman, 1967 => Lacydonia Marion, 1874